# Балка Гнилища
Балка Гнилища — балка (річка) в Україні у Охтирському районі Сумської області. Права притока річки Груні (басейн Дніпра).

## Опис
Довжина балки приблизно 7,39 км, найкоротша відстань між витоком і гирлом — 6,37 км, коефіцієнт звивистості річки — 1,16. Формується декількома струмками та загатами. На деяких ділянках балка пересихає.

## Розташування
Бере початок у селі Лантратівка. Тече переважно на південний схід через село Гнилицю і впадає в річку Грунь, ліву притоку річки Грунь-Ташані.

## Цікаві факти
- Балку перетинає автошлях Т 1705[3] (автомобільний шлях територіального значення у Полтавській та Сумській області. Проходить територією Лохвицького, Гадяцького, Охтирського та Великописарівського районів через Лохвицю — Гадяч — Охтирку — Велику Писарівку — пункт контролю Велика Писарівка. Загальна довжина — 164,3 км.).
- У XX столітті на балці існували скотний двір та газова свердловина[2], а у XIX столітті — вівчарня та декілька гумнів[1].